# Напад на аутобус код Подујева
Напад на аутобус код Подујева десио се 16. фебруара 2001. године када је експлозијом мине на магистралном путу Ниш—Приштина, у селу Ливадица, дигнут у ваздух први аутобус из конвоја којима су расељени Срби са Косова и Метохије у пратњи Кфора, ишли у Грачаницу, на православни празник Задушнице. У нападу је одмах погинуло 10 особа, а још две су потом умрле од повреда. Погинули су Сунчица Пејчић, Живана Токић, Слободан Стојановић, Мирјана Драговић, Небојша, Снежана и Данило Цокић, Вељко Стакић, Ненад Стојановић, Милинко Краговић, Лазар Милкић и Драган Вукотић. Најмлађа жртва био је двогодишњи Данило Цокић. Повређено је 43 људи.

## Истрага
Истрагом је утврђено да је експлозив био смештен у цев за дренажу испод магистралног пута. Британски војници су током истраге поред пута пронашли жицу дугачку око 600 метара којом је активирана направа са 70 до 100 килограма експлозива, како је процењено. Други крај жице пронађен је у једној кући на оближњем брду. Украјински војници Кфора су истог преподнева демонтирали још шест сличних експлозивних направа с даљинским управљачем на путевима који воде ка Штрпцу, најудаљенијој српској енклави.
Према подацима из истраге, на брду код села Ливадица седела су два мушкарца и чекала пролазак конвоја српских аутобуса. Непосредно пре проласка аутобуса, развукли су жицу до дебла које је на узвисини изнад пута, запалили цигарете и чекали. На сигнал трећег припадника те групе, привезали су жице за акумулатор и активирали бомбу у тренутку када је аутобус „Ниш-експреса” био тачно изнад цеви за дренажу. Силина експлозије подигла је аутобус у ваздух и одбацила га петнаестак метара далеко од места на којем је била бомба, наводи се у Унмиковим документима начињеним непосредно после напада.
Убрзо након напада, наводи се у извештају Унмика, наређено је да се кратер који је настао после експлозије затрпа – да би саобраћај нормално функционисао. Истражитељи тврде да су на тај начин уништени докази. Наредбу да се кратер затрпа издали су официри Кфора. Ипак, недуго после напада, откривено је да ДНК пронађен на неколико опушака с места одакле је активирана бомба одговара ДНК повезаним са случајем убиства у Немачкој из 1997. године, за које је осумњичен Фљорим Ејупи.

## Судски процес
Осумњичени за овај терористички напад, Албанац са Косова Фљорим Ејупи, ухапшен је након напада, али је убрзо побегао из америчке војне базе „Бондстил” код Урошевца, где је био притворен. Поново је ухапшен у јуну 2004. у Тирани и предат Унмик полицији. Поред Ејупија, под сумњом да су повезани са овим терористичким нападом у исто време ухапшени су Чељи Гаши, Авдиј Бехљуљи и Јусуф Вељиу.
Судско веће међународних судија Унмика је 2008. године Фљорима Ејупија прогласило кривим за подметање експлозива и тада је осуђен на 40 година затвора. Међутим, Врховни суд Косова је, у другостепеном поступку марта 2009. године, ослободио Ејупија због наводног недостатка доказа. За овај злочин још увек нико није одговарао.